# Evaza lanata
Evaza lanata är en tvåvingeart som beskrevs av James 1969. Evaza lanata ingår i släktet Evaza och familjen vapenflugor. Inga underarter finns listade i Catalogue of Life.